# Drino gilva
Drino gilva är en tvåvingeart som först beskrevs av Hartig 1838.  Drino gilva ingår i släktet Drino och familjen parasitflugor. Arten är reproducerande i Sverige. Inga underarter finns listade i Catalogue of Life.